# Саги о королях
«Саги о королях» или «Саги о конунгах» (исл. Kongesagaer, «королевские саги») — один из жанров средневековой исландской литературы. Действие таких саг происходит в скандинавских королевствах, главным образом в Норвегии. Наиболее известный образчик жанра — сборник саг «Круг земной», составление которого приписывают Снорри Стурлусону.

## История жанра
Есть сведения, что какие-то тексты о норвежских королях были написаны Сэмундом Мудрым (вероятно на латыни) и Ари Мудрым (на исландском языке). Оба эти произведения утрачены. Первой из известных «саг о королях» может считаться сага о Сигурде Мунне и Инги Горбуне, Hryggjarstykki, составленная приблизительно в 1150—1170 годах и тоже не сохранившаяся.
Около 1190 года в Исландии появился целый ряд саг, посвящённых королям, крестившим Норвегию, — Олаву сыну Трюггви и Олаву Святому. В период с 1180-х годов в Норвегии создавалась «Сага о Сверрире», о которой известно, что по крайней мере часть текста была записана исландским аббатом Карлом Йонссоном под непосредственным руководством короля Сверрира.
В конце XII века начали появляться большие своды саг, представляющие собой уже рассказ не об отдельном короле, а о всей истории Норвегии с легендарных времён до 1177 года — того момента, с которого начинается действие «Саги о Сверрире». Первым таким произведением стал «Обзор саг о норвежских конунгах» — возможно, единственная сага этого жанра, написанная норвежцем, а не исландцем. Затем были составлены «Гнилая кожа», описывающая период с 1035 по 1177 годы, и «Красивая кожа», в которой повествование начинается со времён Хальвдана Чёрного. Примерно в 1230 году был составлен «Круг Земной» — эталонное и самое знаменитое произведение этого жанра.
Последние «саги о королях» были созданы в конце XIII века. Среди них — написанные Стурлой Тордарсоном «Сага о Хаконе Старом» и «Сага о конунге Магнусе Исправителе Законов».

## Характерные особенности
В отличие от «саг об исландцах», «саги о королях» часто имели заказчика — в лице или правителя, или церковного иерарха. При этом, сохраняя внешнюю тенденциозность, авторы саг не умели замалчивать факты, противоречившие их концепции, — скажем, жестокость королей-крестителей.
Существует достаточно много «саг о королях», разрабатывающих один и тот же сюжет, то есть разных саг об одном короле, при этом воспринимавшихся авторами как одна и та же сага. Их сравнение позволяет получить информацию о том, как составители саг привносили в повествование скрытый вымысел.

Но наиболее существенное отличие «королевских саг» от «родовых» заключается в том, что в «королевских сагах» рассказывается о событиях в стране, где, в противоположность Исландии, было государство, была государственная власть, сосредоточенная в руках одного человека. О главе государства, короле, и его правлении и повествует сага. В «родовых сагах» та или иная распря между членами исландского общества описывается полностью, упоминаются все её участники и все события, имеющие к ней отношение. Между тем в «королевских сагах» охват описываемого менее полон: все, имеющее отношение к правлению данного короля, все, что происходит в государстве во время его правления, не может, естественно, быть охвачено, и поэтому неизбежен отбор фактов. Но тем самым «королевские саги» ближе к исторической правде нашего времени, к истории как науке, чем «родовые саги»: ведь история как наука тоже подразумевает выборочное описание действительности прошлого в силу невозможности её охвата во всей живой полноте.
— М.И.Стеблин-Каменский. Древнескандинавская литература.

## Основные «саги о королях»
- Латинская сага Сэмунда Мудрого, примерно 1120, не сохранилась.
- Сага Ари Мудрого на исландском, примерно 1125, не сохранилась.
- Hryggjarstykki Эйрика Оддсона, примерно 1150, не сохранилась.
- Historia Norvegiæ, примерно 1170.
- Historia de Antiquitate Regum Norwagiensium  Теодориха Монаха, примерно 1180.
- Сага о Скьёльдунгах, примерно 1180.
- Древнейшая сага об Олаве Святом, примерно 1190.
- Обзор саг о норвежских конунгах, примерно 1190.
- Латинская Сага об Олаве сыне Трюггви Одда Сноррасона, примерно 1190.
- Латинская Сага об Олаве сыне Трюггви Гуннлауга Лейвссона, примерно 1195, не сохранилась.
- Сага о Сверрире Карла Йонссона, примерно 1205.
- Легендарная сага об Олаве Святом, примерно 1210.
- Гнилая кожа, примерно 1220.
- Красивая кожа, примерно 1220.
- Саги о Посошниках, примерно 1225.
- Отдельная сага об Олаве Святом Снорри Стурлусона, примерно 1225.
- Круг Земной Снорри Стурлусона, примерно 1230.
- Сага о Кнютлингах, возможно, Олава Белого Скальда, примерно 1260.
- Сага о Хаконе Старом Стурлы Тордарсона, примерно 1265.
- Сага о конунге Магнусе Исправителе Законов Стурлы Тордарсона, примерно 1280, сохранились только фрагменты.
- Хульда-Хроккинскинна, примерно 1280.
- en:Óláfs saga Tryggvasonar en mesta, примерно 1300.

## Саги, которые иногда причисляют к «сагам о королях»
- Сага о йомсвикингах
- Сага об оркнейцах
- Сага о фарерцах
- en:Brjáns saga

## Публикации на русском языке
- Круг земной. М., 1980.
- Сага о Сверрире. М., 1988.